# Vähäpää
Vähäpää este o arie protejată (arie de protecție specială avifaunistică — SPA) din Finlanda întinsă pe o suprafață de 39 ha, integral pe uscat.

## Localizare
Centrul sitului Vähäpää este situat la coordonatele 61°15′28″N 25°40′27″E / 61.2578°N 25.6742°E.

## Înființare
Situl Vähäpää a fost declarat arie de protecție specială avifaunistică în august 1998 pentru a proteja 15 specii de animale.

## Biodiversitate
Situată în ecoregiunea boreală, aria protejată nu include niciun habitat protejat.
La baza desemnării sitului se află mai multe specii protejate de  păsări (15): rață sulițar (Anas acuta), rață-cu-cap-castaniu (Aythya ferina), buhai de baltă (Botaurus stellaris), erete de stuf (Circus aeruginosus), lebădă de iarnă (Cygnus cygnus), șoimul rândunelelor (Falco subbuteo), cocor (Grus grus), Hydrocoloeus minutus, pescăruș râzător (Larus ridibundus), corcodel-urechiat (Podiceps auritus), cresteț pestriț (Porzana porzana), Spatula clypeata, rață cârâitoare (Spatula querquedula), fluierar de mlaștină (Tringa glareola), Zapornia parva.
Pe lângă speciile protejate, pe teritoriul sitului au mai fost identificate 6 specii de păsări.